# Laberinto de pasiones
Laberinto de pasiones és una pel·lícula de 1982 escrita i dirigida pel director de cinema espanyol Pedro Almodóvar. És protagonitzada per Cecilia Roth i Imanol Arias. Antonio Banderas té un petit paper marcant el seu debut cinematogràfic.
És la segona pel·lícula del director, es va produir de forma independent amb un pressupost reduït però que va permetre obtenir uns millors valors de producció que la seva anterior pel·lícula Pepi, Luci, Bom i emprar una narrativa més complexa.
Va aconseguir un èxit modest i va arribar ràpidament a l'estatus de pel·lícula de culte. La pel·lícula és una mirada escandalosa sobre l'amor i el sexe, emmarcada a Madrid a principis dels vuitanta, durant l'anomenada Movida madrilenya, període d'aventures sexuals entre la dissolució del règim autoritari de Franco i l'inici de la consciència de la SIDA.

## Argument
El fill de l'enderrocat emperador de Tiran (Imanol Arias) arriba a Madrid, la ciutat més divertida i salvatge del món. Allà transcorre una història d'amor inusual entre ell i una jove ninfómana (Cecilia Roth). Ella és membre d'un violent grup musical, mentre que ell està més preocupat pels cosmètics i els homes que per una altra cosa. D'altra banda, la dreta tiraní i una inescrupolosa comtessa caminen després de la pista del nouvingut príncep, uns per prendre-ho presoner, i l'altra per seduir-lo.
La trama comença amb tots dos, Sexi (Cecilia Roth) i Riza Niro (Imanol Arias) a l'aguait d'homes. Sexi és una ninfómana que s'està tractant amb la sexualment reprimida psicòloga Susana, que diu estar enamorada del seu pare, un metge que ha desenvolupat un nou mètode de fertilitat que ha resultat en un sextet de periquitos i una nena proveta. Mentrestant, Riza coneix a Fabio (Fabio McNamara), un gai punk que l'introduirà al glamour de la vida nocturna i de la Moguda.
És aquí on Riza, sota el pseudònim de Johnny, coneixerà als integrants del grup Ells. De camí per a l'escenari, Eusebio, el cantant, té un accident i Johnny acaba convertint-se en el nou solista. Allà coneixerà també a Sexi, que és la cantant del grup Les Ex, compost per exnòvies dels integrants d'Ells. L'amor els flechará en aquest mateix moment.
Després intents fracassats per satisfacció sexual amb d'altres, és evident que tant Sexi com Riza no poden fugir del seu destí i decideixen quedar-se junts. Riza confessa a Sexi la seva identitat i la seva eventual retorn a l'illa Comptadora (a Panamà), on el seu pare, l'emperador Tyrani, viu exiliat.
El pla no serà fàcil de complir, però Sexi troba una sortida en Queti (Marta Fernández Muro), una superfanática d'ella, que està disposada a deixar al pare, que la viola pensant que és la mare, ia prendre el seu lloc en el grup ia la casa. D'altra banda, Sadec (Antonio Banderas), amb un desenvolupat sentit de l'olfacte, acaba per adonar-se que l'home amb el qual va estar una nit i de qui s'ha enamorat, és precisament Riza Niro, a qui els seus companys compatriotes intenten capturar i portar de tornada presoner de tornada a la seva pàtria.
La princesa Toraya (Helga Liné), exdona i exemperatriz de tyran, descobreix que Riza està a Madrid, i el busca fins a trobar-lo, allotjat precisament al mateix hotel que ella (l'hotel Barajas). Sexi arriba a veure Riza i es troba amb ella, que ha estat la primera dona en la vida de Riza. Destrossada per la traïció de Riza, fuig espaordida pels carrers de la ciutat sota el sol ardent, al qual Sexi té un pànic irracional.
De retorn amb Susana, Sexi és hipnotitzada i la teràpia desembolica finalment els seus problemes. Recorda com sent encara una nena (Eva Carrero), estava de pasadía amb el seu pare a la mateixa platja que l'emperador de Tyran, Toraya i Riza. Jugava amb Riza quan Toraya se'l va emportar per intentar seduir-i així quedar embarassada de l'hereu que mai li va poder donar a l'emperador. Sexi els descobreix i, dolguda amb el que entén és el rebuig de Riza, accepta l'oferta d'un grup de nens a jugar a "pare i la mare", començant així la seva vida com nimfòmana. Riza es desfà de les mans de Toraya i busca de nou a Sexi, però en trobar-la amb tots els nens se sent rebutjat, i decideix acceptar l'oferta d'un dels nois d'anar-se'n amb ell, començant així la seva vida gai.
Alliberada de les seves traumes i disposada a ser feliç, Sexi decideix donar-li una altra oportunitat a Riza. Però l'aparició d'una foto de Riza al diari porta al venjatiu Eusebio a desencadenar una crisi que amenaça de destruir la felicitat dels enamorats.
Eusebio, havent reconegut a Riza, crida a Sadec i els seus companys àrabs per dir-los on trobar Riza, a canvi dels diners que ofereixen aquests. Queti aconsegueix donar avís a Sexi, qui posa sobre avís a Riza. Sabent-descobert i en necessitat de fugida, Riza ofereix als altres integrants d'Ells anar-se'n amb ell i Sexi a Comptadora, on té diners per a tothom. La seva fugida a l'aeroport és seguida pels tiraníes, Eusebio i la seva núvia (Cristina S. Pascual), les altres integrants de Las Ex i el promotor del grup, la princesa Tora i un reporter.
Torna Remeis, l'esposa del tintorer, i Queti -fent-se passar per Sexi- acaba al llit amb el pare d'aquesta, molt a pesar de les queixes de Susana. De camí a l'aeroport Sexi li explica a Riza el que va succeir de nens, acabant així també amb els traumes de Riza.
Sexi i Riza, juntament amb Ells, aconsegueixen prendre el vol a Comptadora en l'últim moment possible, però els altres no aconsegueixen donar-los abast a temps. Volent cobrar la recompensa, Eusebio acaba amb les mans buides quan és amenaçat a punta de pistola per un dels tiraníes, descobrint que no hi havia recompensa monetària alguna pel parador de Riza. D'altra banda, els tiraníes, veient a Riza escapar de les seves mans, decideixen portar-se a Toraya com "premi consol" i la segresten.
Junts com era el seu destí, escoltem Sexi i Riza tenint la seva primera relació sexual a bord de l'avió en direcció cap al Carib.

## Repartiment
- Cecilia Roth com a Sexilia
- Imanol Arias com a Riza Niro
- Helga Liné com a Toraya
- Marta Fernández Muro com a Queti
- Antonio Banderas com a Sadec
- Fernando Vivanco com a Metge de la Penya
- Ofelia Angélica com a Susana
- Luis Ciges com El pare de Queti
- Àngel Alcazar com a Eusebio
- Concha Grégori com a Angustias
- Agustín Almodóvar com a Hassan
- Cristina S. Pascual com La núvia d'Eusebio

## Recepció
Es va estrenar el 7 de setembre de 1982 al Festival Internacional de Cinema de Sant Sebastià 1982. Produït per Alphaville, una companyia de distribució que des de 1979 tenia quatre cinemes al centre de Madrid dedicats a la projecció de pel·lícules independents, Laberinto de pasiones va gaudir d'un pressupost més gran, que van permetre la utilització de recursos tècnics més sofisticats i una publicitat més abundant que la seu predecessora Pepi, Luci, Bom (1980). No obstant això, de manera crítica, la pel·lícula va sortir malament, molt pitjor que Pepi, Luci, Bom.
Tot i que Marsha Kinder va dir "La pel·lícula és molt positiva, amb colors vibrants i una energia sexual tremendament còmica", la reacció crítica era generalment negativa. JL. Guarner va escriure a El Periódico que: "La història no és més que una sèrie d'episodis, sumàriament vinculats. L'estrany argument no compleix la seva promesa, ja que es debilita amb subtrames paral·leles que s'estiren i s'arronsen de manera descuidada"
Almodóvar va dir sobre el Laberinto de Pasiones: "M'agrada la pel·lícula, tot i que es podria haver fer millor. El problema principal és que la història dels dos protagonistes és molt menys interessant que les històries de tots els personatges secundaris. Però precisament perquè hi ha tants personatges secundaris, hi ha molt a la pel·lícula que m'agrada "